# Tizoc
Tizoc (dont les formes honorifiques étaient Tizocic ou Tizocicatzin) fut un souverain aztèque. Le sens du mot Tizoc reste obscur. Si le «i» peut être considéré comme une variante de «e», on peut le traduire par «celui qui saigne quelqu'un», un sens éventuellement compatible avec le glyphe de son nom, une jambe qui saigne. Il était le fils ainé de Tezozómoc (à ne pas confondre avec le prince tépanèque éponyme) et le petit-fils d'Itzcoatl et d'Atotoztli, celle-ci étant la fille de Motecuhzoma Ilhuicamina.

## Règne

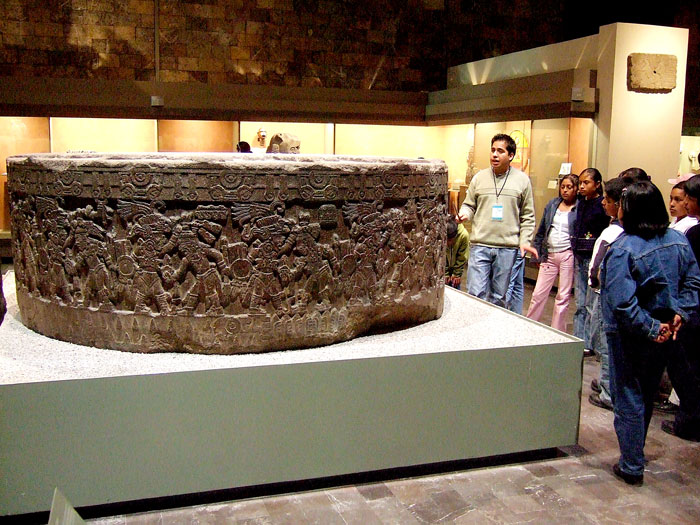
Original de la pierre de Tizoc au musée national d'Anthropologie et d'Histoire à Mexico.

Il monta sur le trône en 1481, à la mort de son frère, pour un règne assez bref d'environ cinq ans. Préoccupé de choses religieuses, il est (en comparaison de ces prédécesseurs et de ses successeurs) un souverain militairement peu crédible, bien qu'il eût mis fin à la rébellion des peuples Matlatzincan de la vallée de Toluca et qu'il se fût emparé des cités de Tuxpan et Yanhuitlan. Mais il est vrai que les Aztèques avaient dû se relever d'un énorme désastre militaire face aux Tarasques en 1478 sous le règne d'Axayacatl. 
Les souverains aztèques avaient coutume de conduire une expédition guerrière au début de chaque règne ; celle qu'entreprit Tizoc contre la cité de Metztitlán tourna au désastre - les Aztèques perdirent 300 guerriers et ne firent que quarante prisonniers -, ce qui ruina son prestige auprès de la noblesse aztèque. Par la suite, le codex Mendoza indique qu'il guerroya contre les cités de Tonalimoquetzayan, Toxico, Ecatepec, Cillan, Tecaxic, Tolocan, Yancuitlan, Tlappan, Atezcahuacan, Mazatlán, Xochiyetla, Tamapachco, Ecatliquapechco, et Miquetlan.
Tizoc fait sculpter la Pierre de Tizoc, un imposant monument représentant l'empereur faisant des prisonniers.

## Une fin suspecte
Tizoc meurt en 1486, dans des circonstances assez mal éclaircies. Certaines sources disent qu'il aurait été empoisonné, d'autres qu'il aurait été victime de sorcellerie ou de maladie ; l'hypothèse la plus probable est qu'il aurait été empoisonné par des membres de la famille royale (probablement Tlacaelel ou peut-être son frère cadet Ahuitzotl). 

## Mise à l'écran
En 1957, le réalisateur mexicain Ismael Rodríguez réalise un film intitulé Tizoc avec Pedro Infante dans le rôle-titre.